# Дроздов, Евгений Викторович
Евге́ний Ви́кторович Дроздо́в (19 января, 1955, Москва, СССР) — советский футболист. Нападающий.

## Карьера
Воспитанник ФШМ «Москва». За свою карьеру выступал в советских командах «Спартак» (Москва), «Спартак» (Кострома), «Искра» (Смоленск), «Рубин» (Казань), «Урожай», «Хорезм» (Ханки).